# 蓬塔翁布里亚
蓬塔翁布里亚，是西班牙安达卢西亚自治区韦尔瓦省的一个市镇。总面积39平方公里，总人口12266人（2001年），人口密度315人/平方公里。